# Макушевская
Макушевская — деревня в Шенкурском районе Архангельской области. Входит в состав муниципального образования «Шеговарское».

## География
Деревня расположена в южной части Архангельской области, в таёжной зоне, в пределах северной части Русской равнины, в 35 километрах на север от города Шенкурска, на левом берегу реки Ледь, притока Ваги. Ближайшие населённые пункты: на востоке деревня Михеевская, на северо-востоке деревня Черепаха и Абрамовская, на юго-западе деревня Бурашевская .
Часовой пояс
Макушевская, как и вся Архангельская область, находится в часовой зоне МСК (московское время). Смещение применяемого времени относительно UTC составляет +3:00.

## Население
| 2002 | 2010 | 2012 |
| ---- | ---- | ---- |
| 8    | ↘6   | ↘4   |

## История
Указана в «Списке населённых мест по сведениям 1859 года» в составе 2-го стана Шенкурского уезда Архангельской губернии под номером «2388» как «Макушевская (Палачиха)». Насчитывала 10 дворов, 35 жителей мужского пола и 42 женского.
В «Списке населенных мест Архангельской губернии к 1905 году» деревня Макушевская (Сидорова) насчитывает 21 двор, 64 мужчины и 75 женщин. В административном отношении деревня входила в состав Предтеченского сельского общества Предтеченской волости.
В марте 1918 года деревня оказывается в составе Шеговарской волости, выделившейся из Предтеченской. На 1 мая 1922 года в поселении 23 двора, 44 мужчины и 65 женщин.